# Francisco Javier Balderas Gutiérrez
Francisco Javier Balderas Gutiérrez, más conocido como Chico Balderas, fue un líder sindical de la sección 11 del STPRM y principal impulsor de la independencia de Nanchital.

## 
Con el poder económico del sindicato petrolero convirtió  Nanchital en ciudad, realizando obras de pavimentación, drenaje, agua, infraestructura educativa y promoción cultural; en fin, la participación del sindicato petrolero era más que evidente en la vida social de la villa de Nanchital y en el año de 1988 con la gestión y fuerza del sindicato surgió el Municipio Libre, siendo el líder petrolero el primer Presidente del Consejo Municipal.
Con recursos provenientes de las cuotas de los trabajadores, el sindicato petrolero siguió realizando las principales obras de la ciudad. Festejaba las fiestas feriales de Nanchital, que eran sin duda de las más importantes en la región, con artistas de fama nacional. Los vales de despensa de los trabajadores eran surtidos en tiendas propiedad del sindicato, proveían el transporte de trabajadores a Petróleos Mexicanos como hasta la fecha lo siguen haciendo para más de 13 000 trabajadores tienen inversión en tiendas, farmacias, agua potabilizada, producción de hielo, préstamos a trabajadores con descuento de capital e intereses vía nómina, en aquellas fechas de la década de los ochentas el sindicato controlaba las compañías que proveen servicios y obras por contrato a Pemex, Chico Balderas de rostro regordete, cabello rizado corto, siempre bien peinado, tez moreno claro y su inseparable uniforme guayabera verde y pantalón guinda, su voz enronquecida y forzada como queriendo sacar la garganta en cada frase, la mayor parte del tiempo la pasaba en las oficinas del sindicato petrolero, controlando desde ahí la política petrolera y participando también en la política regional y nacional.
Era conocido a los lugares a los que asistiría “Chico Balderas” porque primero llegaban unas tres docenas de funcionarios uniformados y después hacia su aparición el Líder acompañado de otra veintena entre sus principales colaboradores, amigos, compadres y sus inseparables guaruras, este personaje circulaba en un vehículo rojo Gran Marquiz de ese año y escoltándolo por las pequeñas y sinuosas calles de Nanchital 8 o 9 vehículos de guaruras sin faltar las camionetas de seguridad pública del estado, si el líder se detenía para saludar a algún trabajador o trabajadora, ama de casa o algún chamaco que le solicitaba algo, se armaba un caos para cubrir al líder todo el séquito de funcionarios y guaruras estaban al pie para ver que instrucción se le ocurría a “Chico Balderas” y al ponerse en marcha otra vez se armaba el caos de guaruras subiendo a las unidades y arrancones del movimiento de los vehículos; Se escuchaba el chirriar de las llantas de vehículos y camionetas con pistoleros en la batea, era una especie de película.
El líder petrolero en su omnipotencia despachaba a quien quería con la cuchara grande, había enorme fila de gente desde la madrugada haciendo turno para hablar con él, personas que conocían su devoción católica lo esperaban en la iglesia temprano, entregaban oficios de mano, así se vivía la época, dadivosamente atendía a las esposas de los trabajadores, metía en cintura a los trabajadores borrachos o rebeldes, organizaba las pensiones alimenticias para los hijos de los trabajadores, amenazaba con la cláusula 34 (recisión de contrato) a quien se oponía a sus órdenes, apoyaba a jóvenes estudiantes con trabajo o becas, acompañaba a sus socios trabajadores a sus última morada, en fin, el trabajo sindical era muy desgastante en Nanchital, mientras el líder estuviera en el sindicato, todos los funcionarios estaban ahí en guardia y alertas a sus indicaciones. Se vivía una época de centralismo absoluto.